# SCO

Логотип SCO

The SCO Group — американская компания, разрабатывающая системное и прикладное программное обеспечение. Ранее была известна как Caldera Systems и занималась разработкой и внедрением своего дистрибутива Linux.
В 2000 компания купила у Santa Cruz Operation права на операционные системы UnixWare и OpenServer. Новое название компания получила в 2002 и на данный момент, несмотря на совпадающие аббревиатуры, не имеет никакого отношения к Santa Cruz Operation.
Компания стала известной из‑за нескольких исков против корпораций, поддерживающих свободную операционную систему GNU/Linux, в незаконном использовании кода системы UNIX. Наиболее громким из них был процесс против IBM в 2003. SCO обвинила IBM в том, что она незаконно внесла в ядро Linux часть кода, принадлежащего SCO. 11 августа 2007 стало известно, по постановлению суда Novell обладает правами (copyright) на UNIX и UnixWare, и претензии со стороны SCO безосновательны.
Сайт Groklaw представляет собой своеобразный центр противостояния SCO. Хотя ресурс существует уже давно, только в феврале 2007 года компания SCO попыталась вызвать его создателя в суд.
1 сентября 2007 было объявлено, что Сбербанк России выбрал продукцию этой компании в качестве обновления для своих серверов.

## Судебные иски против Linux
Серия правовых и общественных споров между компанией-производителем программного обеспечения SCO Group (SCO) и пользователями и корпорациями, поддерживающими свободную операционную систему GNU/Linux. SCO Group утверждает, что лицензионное соглашение с IBM означает, что исходный код, который был написан IBM и включён в состав Linux, нарушает право SCO, установленное этим договором. Участники сообщества Linux не согласны с притязаниями SCO, а компании IBM, Novell и Red Hat подали встречные иски.
В 2003 году SCO заключила выгодные сделки с Microsoft — основным конкурентом разработчиков GNU/Linux.
10 августа 2007 года федеральный окружной судья в противостоянии SCO против Novell вынес определение, что компания Novell, а не SCO Group, является полноправным владельцем прав (copyright), относящихся к операционной системе Unix. Суд также постановил, что «SCO, по требованию Novell, обязана отказаться от претензий к IBM и Sequent». После вынесения вердикта компания Novell объявила, что не заинтересована в судебных тяжбах на почве Unix, и подчеркнула: «Мы не считаем, что внутри Linux есть Unix» (We don’t believe there is Unix in Linux).

### Предпосылки
В начале 2003 года компания SCO заявила, что имело место «ошибочное включение кода её системы UNIX System V в Linux». Однако компания отказалась указать конкретные участки кода, заявив, что доказательства будут представлены только суду. Было сказано, что такой код может быть найден в модулях SMP, RCU и некоторых других частях ядра Linux.
Позднее компания объявила о подаче иска к компании IBM на 1 млрд долларов, утверждая, что компания IBM включила элементы, составляющие коммерческую тайну SCO, в Linux. Затем сумма претензий увеличилась до 3 млрд долларов, а затем и до 5 миллиардов.
Эксперты замечают, что дело USL v. BSDi показало, что право (copyright) на Unix размытое, и не может служить основанием для возбуждения иска. На июль 2007 торговая марка UNIX не принадлежала SCO. Таким образом, претензии сводились только к нарушению коммерческой тайны, а после некоторого противостояния такое дело тяжело было развить дальше установления факта нарушения контракта компанией IBM, и, следовательно, в ответчиках оставалась только компания IBM. Компания SCO разыскивала более весомый повод для претензий к сообществу Linux, и явным образом исключила все претензии по поводу коммерческой тайны из иска.

## Банкротство по Chapter 11
15 сентября 2007 года SCO объявили себя временным банкротом в целях защиты от кредиторов.
14 февраля 2008 года SCO подала заявление на финансирование в размере 100 миллионов долларов США от Stephen Norris Capital Partners, чтобы выйти из банкротства и стать частной компанией. SNCP разработала для SCO новый бизнес‐план, предполагающий выпуск новых продуктов, и затрагивающий её судебное разбирательство. По вступлении в силу плана реорганизации должен был уволиться CEO Дарл Макбрайд.
- 9 марта 2009 года SCO Group направила апелляцию[20] на решение суда, отклонившего все претензии SCO выдвинутые против компании Novell, связанные с интеллектуальными правами на Unix. Первые слушания по рассмотрению апелляции были намечены на 6 мая 2009 года.

- 24 августа 2009 года апелляционный суд аннулировал решение, согласно которому права на Unix и UnixWare принадлежат компании Novell. Как отметили судьи, то решение было ошибочным, и поэтому необходимо провести дополнительное расследование с целью установления истинного владельца прав на спорный программный код[21].

- 30 марта 2010 года окружной суд штата Юта вынес вердикт: Novell владеет авторскими правами на Unix[22].

Активы SCO были выставлены на аукцион, который состоялся 25 октября 2010 года.